# Provincia de Turku y Pori
La provincia de Turku y Pori (finés: Turun ja Porin lääni; sueco: Åbo och Björneborgs län) fue un provincia de Suecia desde 1634 hasta 1809 (solamente conocido por su nombre sueco) y luego del tratado de Fredrikshamn, un condado del Gran Ducado de Finlandia. Posteriormente, continuó existiendo dentro de la Finlandia independiente hasta 1997, cuando una reforma lo convirtió en una nueva entidad administrativa llamada provincia de Finlandia Occidental. Åland fue parte del condado desde 1634 hasta que obtuvo la autonomía en la década de 1920.
El nombre del condado fue tomado de las ciudades de Turku y Pori.

Escudo entre 1809 y 1917
Escudo después de 1917

## Municipios en 1997

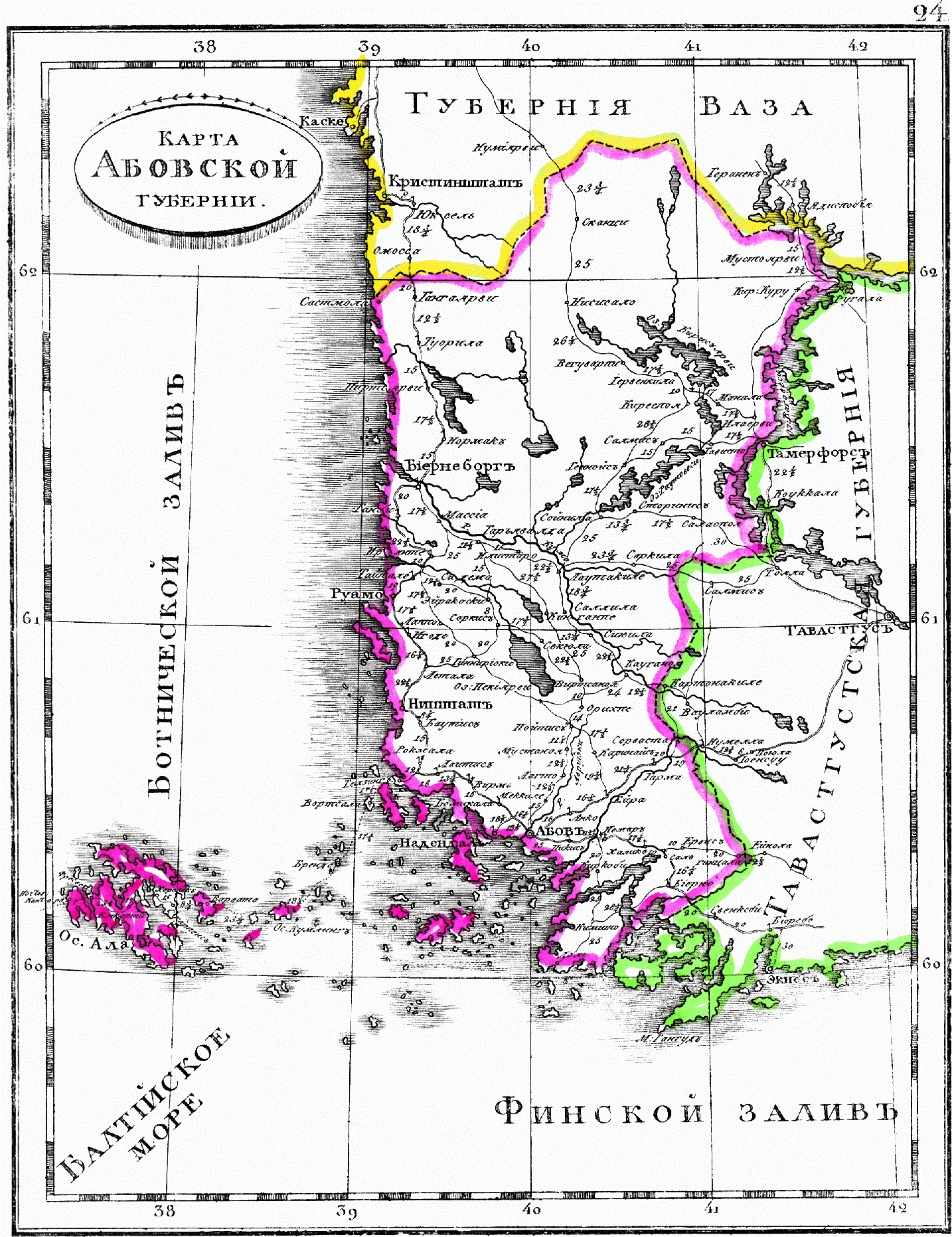
La gobernación de Abo en el Imperio ruso, 1835.

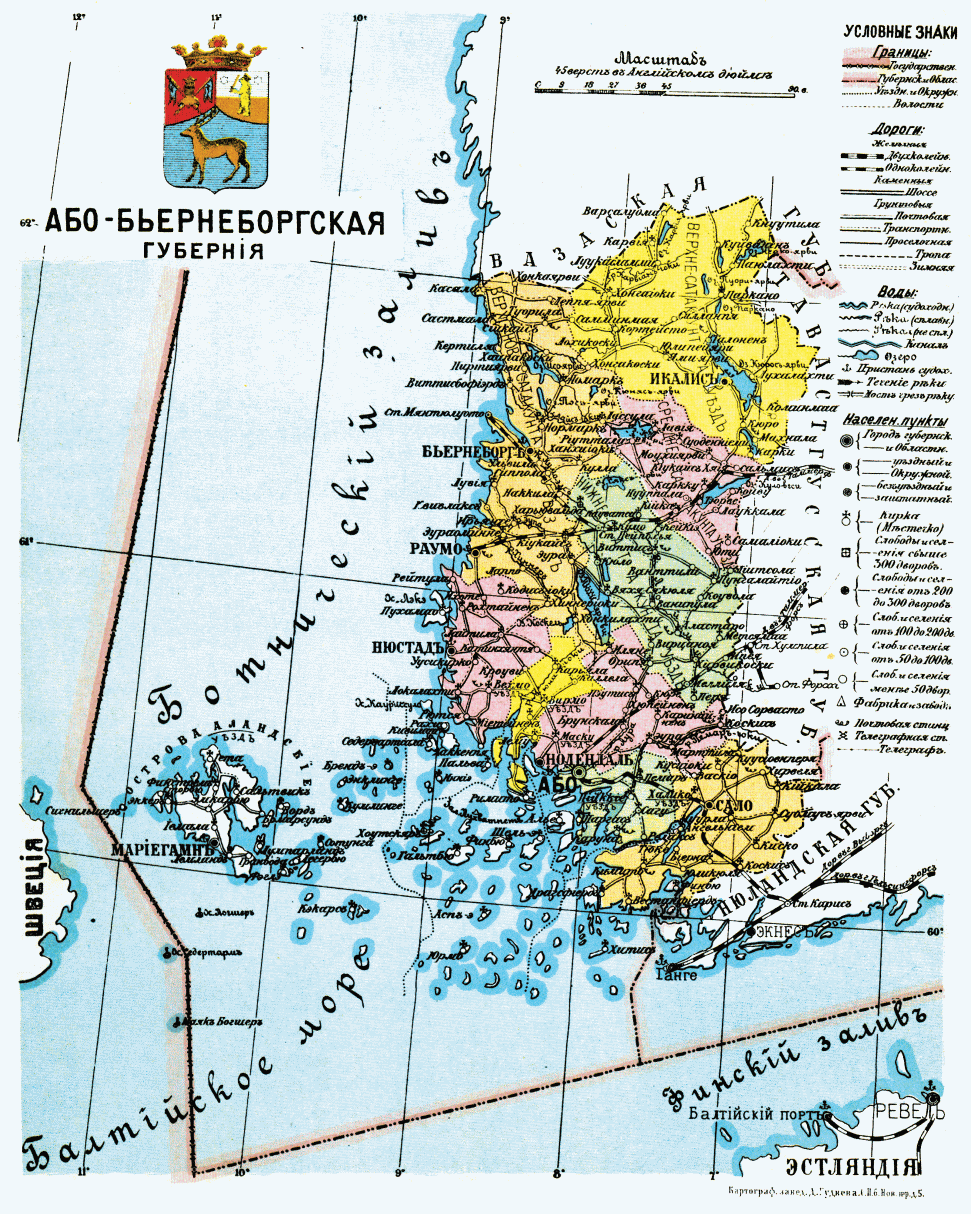
La gobernación de Abo en el Imperio ruso, 1913.

Nota: ciudades en negrita
|  | - Alastaro - Askainen - Aura - Dragsfjärd - Eura - Eurajoki - Halikko - Harjavalta - Honkajoki - Houtskär - Huittinen - Iniö - Jämijärvi - Kaarina - Kankaanpää - Karinainen - Karvia - Kimito | - Kiikala - Kiikoinen - Kisko - Kiukainen - Kodisjoki - Kokemäki - Korpo - Koski Tl - Kullaa - Kustavi - Kuusjoki - Köyliö - Laitila - Lappi - Lavia - Lemu - Lieto - Loimaa | - Loimaan kunta - Luvia - Marttila - Masku - Mellilä - Merikarvia - Merimasku - Mietoinen - Muurla - Mynämäki - Naantali - Nakkila - Nagu - Noormarkku - Nousiainen - Oripää - Pargas - Paimio | - Perniö - Pertteli - Piikkiö - Pomarkku - Pori - Punkalaidun - Pyhäranta - Pöytyä - Raisio - Rauma - Rusko - Rymättylä - Salo - Sauvo - Siikainen - Somero - Suodenniemi - Suomusjärvi | - Säkylä - Särkisalo - Taivassalo - Tarvasjoki - Turku - Ulvila - Uusikaupunki - Vahto - Vammala - Vampula - Vehmaa - Velkua - Västanfjärd - Yläne - Äetsä |

## Gobernadores
- Jacob Bure (1698-1706)
- Justus von Palmenberg (1706-1714)
- Johan Stiernstedt (1714-1722)
- Otto Reinhold Uexkull (1722-1746)
- Lars Johan Ehrenmalm (1747-1749)
- Johan Georg Lillienberg (1749-1757)
- Jeremias Wallén (1757-1769)
- Christoffer Johan Rappe (1769-1776)
- Fredrik Ulrik von Rosen (1776-1781)
- Magnus Wilhelm Armfelt (1781-1790)
- Ernst Gustaf von Willebrand (1790-1806)
- Knut von Troil (1806-1816)
  - Otto Herman Lode (interino, 1811-1813)
- Carl Erik Mannerheim (1816-1822)
  - Lars Gabriel von Haartman (interino, 1820-1822)
- Erik Wallenius (1822-1828)
- Adolf Broberg (1828-1831)
- Lars Gabriel von Haartman (1831-1840)
- Gabriel Anton Cronstedt (1840-1856, interino hasta 1842)
- Carl Fabian Langenskiöld (1856-1857)
  - Samuel Werner von Troil (interino, 1856)
  - Selim Mohamed Ekbom (interino, 1857)
  - Johan Axel Cedercreutz (interino, 1858-1863)
- Carl Magnus Creutz (1864-1889, interino, 1866)
- Gustaf Axel Samuel von Troil (1889-1891)
- Wilhelm Theodor von Kraemer (1891-1903)
- Theodor Hjalmar Lang (1903-1905)
- Knut Gustaf Nikolai Borgenström (1905-1911)
- Eliel Ilmari Wuorinen (1911-1917)
  - Albert Alexander von Hellens (interino, 1917)
- Kaarlo Collan (1917-1922)
- Ilmari Helenius (1922-1932)
- Frans Wilho Kyttä (1932-1949)
- Erkki Härmä (1949-1957)
- Esko Kulovaara (1957-1971)
- Sylvi Siltanen (1972-1976)
- Paavo Aitio (1977-1985)
- Pirkko Työläjärvi (1985-1997)